# Amis
Os Amis (chinês: 阿美族, pinyin: āměi-zú; também Ami ou Pangcah) são um grupo étnico austronésio de Taiwan. Falam uma língua austronésia, o amis e formam um dos 13 povos aborígenes reconhecidos em Taiwan. O tradicional território dos “Amis” inclui um longo e estreito vale entre as Montanhas Centrais e as Montanhas do Litoral, a planície litorânea do Pacífico e península de Hengchun.
No ano 2000 os Amis eram 148 992, o que significava cerca de 37,5% da população indígena total de Taiwan, sendo o maior grupo tribal do país. Os Amis são primeiramente pescadores em função de sua localização em áreas litorâneas. Eles são tradicionalmente matrilineares. As vilas tradicionais dos Amis são relativamente grandes se comparadas aos demais povos indígenas da Ásia, formando grupos de 500 a 1000 pessoas. Na Taiwan de hoje, os Amis compreendem grupos maiores de “aborígenes urbanos”, tendo desenvolvido muitas “tribos urbanas” por toda a ilha.

## Identidade
Os “Amis” se identificam a si próprios como Pangcah, cujo significado é "humanos" ou "povo de nossa espécie" No entanto, na Taiwan de hoje, o termo ‘’Amis’’ é o mais usado. A origem nom vem da palavra “Amis’’, cujo significado é Norte. Entre os acadêmicos não há um consenso acerca de como a palavra Amis veio a ser aplicada aos Pangcah. Uma hipótese é que o povo Puyuma tenha vindo a chamar os ‘’Pangcah’’ de ‘’Amis’’, pois esses lhe ficavam ao norte. Outra suposição é de aqueles ‘’Amis’’ que viviam na planície de Taitung chamavam a si próprios assim pois seus ancestrais viriam do norte. Essa última explicação está registrado no Banzoku Chōsa Hōkokusho (Survey Reports on the Savages, 1913–1918, Taipei. Ver: vol.8, p. 4), indicando que isso poderia ser originado pelo que os antropólogos classificam como Falangaw Amis, um grupo “Amis” localizado entre as localidades atuais de Chengkong e planície Taitung. Seus mais aparentados parecem ser aqueles do povo filipino. .
De acordo com a História dos Aborígenes Taiwaneses ´Amis, os ‘’Amis’’ se classificam em cinco grupos:
- Grupo Norte (localizado na planície de Hualien)
- Grupo Medial (localizado a oeste das Montanhas Litorâneas)
- Grupo Litoral (localizado a das Montanhas Litorâneas)
- Grupo Falangaw (localizado entre Chengkong e planície Taitung)
- Grupo Hengchun(localizado na península Hengchun)

Nota-se que essa classificação, mesmo sendo muito aceita, tem como base apenas a localização geográfica e as migrações tribais, sem considerar diferenças físicas, de cultura ou linguagem.
Há teorias de que os Maoris da Nova Zelândia seriam originários dos Amis.

## Outras informações

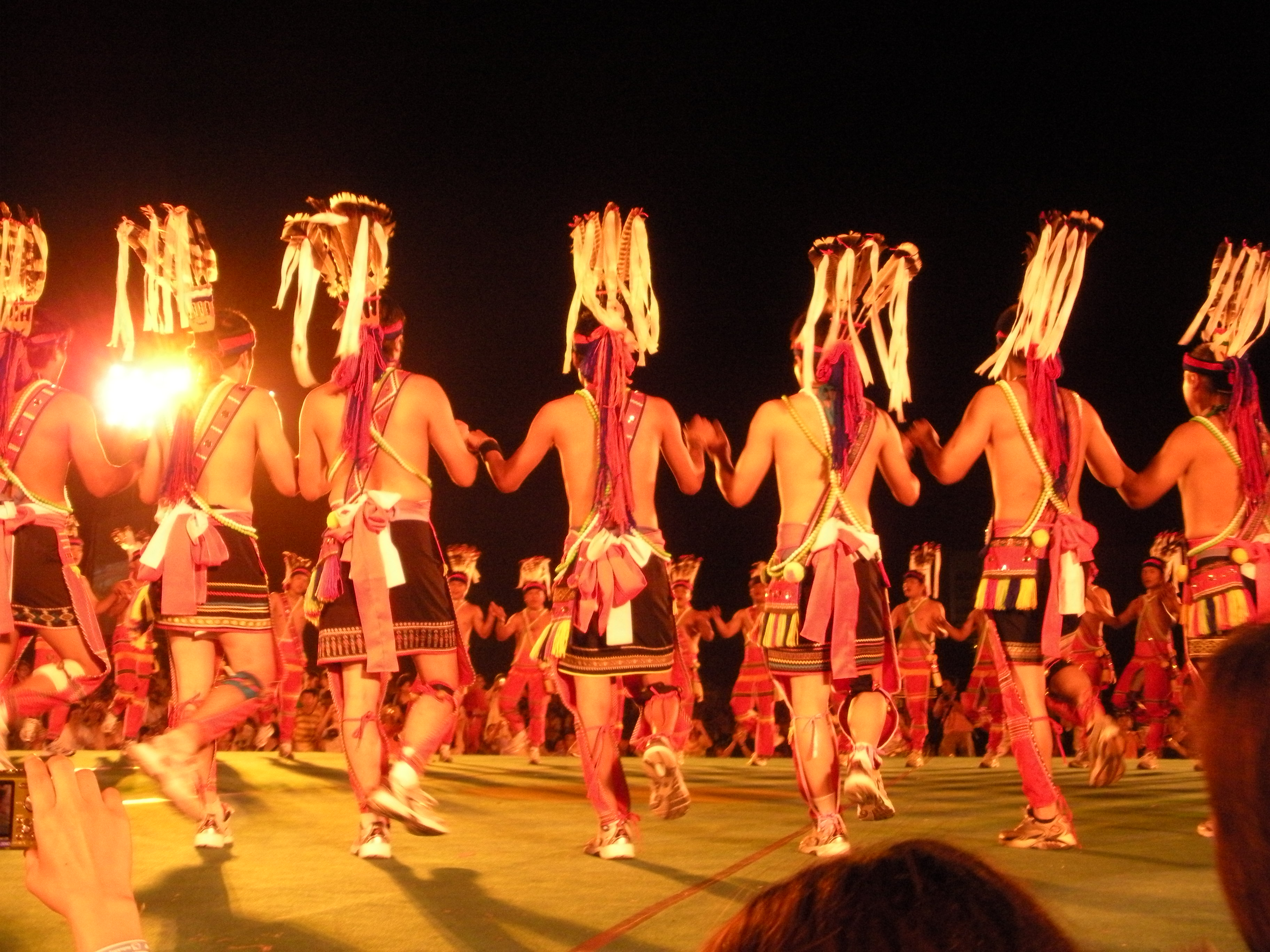
Festival da colheita - dança tradicional amis

Os assuntos familiares tais como as finanças são decididos pelas mulheres líderes das famílias, conforme manda a tradição Amis. É costume se dizer que “pode ser que muito poucas pessoas tenham vistos os Amis, mas muitos já ouviram falar sobre eles”. 
O Enigma (projeto musical) usa um “Canto” típico Amis na sua canção "Return to Innocence" no seu segundo The Cross of Changes. Essa canção foi o tema dos Jogos Olímpicos de Verão de 1996 de Atlanta. O coro principal foi cantado por Difang (nome chinês Kuo Hsiu-chu), de um grupo de performance da cultura Aborígene taiwanesa. A Maison des Cultures du Monde gravou as canções do grupo enquanto eles estavam num Tour e disponibilizou um CD, o qual foi depois usado pelo Enigma (sem ter mencionado a origem étnica da canção nem dos cantores). O caso foi mais tarde levado à Justiça. As canções Amis apresentam uma polifonia em contraponto.
A Cerimônia tradicional mais importante é Festival da Colheita, sendo que o dos ‘’Amis’’ objetiva mostrar o agradecimento e a apreciação do povo para com as divindades tradicionais e rezar pedindo boas colheitas no próximo ano. Ocorre anualmente entre julho e setembro.

## Famosos Amis
Pessoas famosas de ascendentes Amis incluem o jogador de baseball ‘’Chin-hui Tsao’’, o decatleta Olímpico Yang Chuan-kwang, a regente da Orquestra da Flórida  ‘’Nancy Chang’’ e as cantoras Chang Chen-yue, A-Lin, Jam Hsiao, Show Luo e Tank.